# Servas, Gard
Servas là một xã trong vùng Occitanie. Xã Servas, Gard nằm ở khu vực có độ cao trung bình 202 mét trên mực nước biển.